# Lunii
Lunii est une entreprise française fondée en 2014 par Maëlle Chassard. Le produit phare de la société est la « fabrique à histoires », un appareil audio destiné aux enfants.

## Historique
En 2014, Maëlle Chassard, alors étudiante en design à l'école Strate, s'unit avec trois amis d'enfance pour créer Lunii. Alors que leur produit n'est qu'un prototype, les quatre fondateurs remportent un prix décerné par le public au festival de l'innovation Futur en Seine. 
En 2015, la société lève 42 000 € dans le cadre d'une campagne de financement participatif afin de finaliser le prototype et d'enregistrer les premières histoires,.
Le lancement officiel du produit a lieu en 2016, après qu'une levée de fonds de 480 000 € a permis à la société de lancer la production à grande échelle du boîtier en Chine. 
En 2018, le chiffre d'affaires de l'entreprise est de 6,5 millions d'euros, par rapport à 2,3 millions en 2017. Si la majeure partie du chiffre d'affaires est liée à la vente de machines, 20% proviennent des ventes d'histoire à travers le LuniiStore.
En 2020, la production est rapatriée en France et confiée à l'entreprise BMS Circuits dans le pays basque.
En 2023, Lunii met en place un plan de sauvegarde de l'emploi et procède au licenciement économique d'une partie de ses effectifs. L'entreprise réalise plus tard dans l'année une levée de fonds de 10,8 millions €.

## Produits

### La fabrique à histoire
La fabrique à histoire est le produit phare de Lunii. Il s'agit d'un appareil avec lequel l'enfant peut créer des histoires. L'interaction avec l'enfant s'effectue à travers des dessins lumineux visibles par transparence à travers le boîtier. La machine fonctionne sur le principe des histoires dont vous êtes le héros avec la possibilité pour l'enfant de choisir plusieurs paramètres de l'histoire. Les paramètres disponibles dans la version livrée avec le boîtier permettent de composer 48 histoires différentes.
La fabrique à histoire est équipée d'un port USB qui permet de la relier à un ordinateur qui, équipé d'un logiciel dédié, permet de transférer de nouvelles histoires achetées sur une plateforme dédiée, le luniistore. Pour développer sa collection d'histoires, l'entreprise s'est appuyée sur de nombreux auteurs et autrices de littérature jeunesse dont Laura Nsafou, Claudine Aubrun, Davide Cali, Ingrid Chabbert ou encore Tristan Pichard.